# Bilanzpolitik
Unter Bilanzpolitik versteht man alle Maßnahmen bei der Bilanzierung, die während des Geschäftsjahres und bei der Aufstellung des Jahresabschlusses im Rahmen des Bilanzrechts zur bewussten Gestaltung des Jahresabschlusses getroffen werden, um die Bilanzadressaten im Sinne des bilanzierenden Unternehmens zu beeinflussen.

## Allgemeines
Adressaten eines veröffentlichten Jahresabschlusses sind insbesondere Gläubiger (Kreditinstitute, Lieferanten), Eigenkapitalgeber (Gesellschafter, Aktionäre, erfolgsbeteiligte Manager), Kreditversicherungen, Ratingagenturen, Auskunfteien, Unternehmensführung (Geschäftsführung, Vorstand), Mitarbeiter, Kunden, Finanzamt, Öffentlichkeit (Gemeinde- oder Stadtrat, Presse, Bevölkerung) und Konkurrenten. Auch wenn diese Interessengruppen sehr unterschiedliche Beurteilungsmaßstäbe anlegen, so ist die Bilanzpolitik darauf ausgerichtet, möglichst allen Interessengruppen gerecht zu werden, denn es wird ein einheitlicher Jahresabschluss für alle Adressaten veröffentlicht. Einzige Ausnahme bildet die Steuerbilanz, die – im Falle der Abweichung zur Handelsbilanz – eine adressatengerechte Bilanzierung für das Finanzamt darstellt.
Bilanzpolitik ist in Deutschland und international nur möglich, weil das Bilanzrecht bewusst Gestaltungsspielräume schafft und dem bilanzierenden Unternehmen im Rahmen der vernünftigen kaufmännischen Beurteilung Wahlrechte einräumt. Allgemein wird zwischen formeller und materieller Bilanzpolitik unterschieden. Während die Nutzung von Ausweis-, Gliederungs- und Erläuterungswahlrechten zur formellen Bilanzpolitik gehört, ist die Nutzung von Bewertungswahlrechten, Ermessensspielräumen und Sachverhaltsgestaltungen ein Teil der materiellen Bilanzpolitik.
Als konservativ wird eine Bilanzpolitik bezeichnet, welche die Ertrags-, Finanz- und Vermögenslage des Unternehmens tendenziell zu schlecht – im Vergleich zu den tatsächlichen Verhältnissen – darstellt. Bei einer progressiven Bilanzpolitik hingegen wird die Lage tendenziell zu gut dargestellt.

## Möglichkeiten und Motive bilanzpolitischer Maßnahmen
Dauerhaft und systematisch können durch bilanzpolitische Maßnahmen jedoch nur die Bestandsgrößen der Jahresabschlüsse, d. h. die Vermögenswerte und Verbindlichkeiten, und damit beispielsweise auch das bilanzielle Eigenkapital der Unternehmen beeinflusst werden. Die Veränderungsgrößen der Jahresabschlüsse, d. h. die Erträge und Aufwendungen, lassen sich hingegen durch bilanzpolitische Maßnahmen nicht dauerhaft und systematisch beeinflussen. Mit bilanzpolitischen Maßnahmen lässt sich deshalb „nur“ auf den Entstehungszeitpunkt der betreffenden Erträge und Aufwendungen Einfluss nehmen. Unter steuerlichen Gesichtspunkten können bilanzpolitische Maßnahmen jedoch so eingesetzt werden, dass die Gewinne des Unternehmens, welche die Bemessungsgrundlage der Einkommen- und Ertragsteuern bilden, möglichst spät oder im Zeitverlauf möglichst gleichmäßig anfallen (Ergebnisglättung). Das spätere Anfallen der Gewinne bewirkt eine zinsfreie Aufschiebung der Steuerzahlungen des Unternehmens, und Ergebnisglättungen bewirken bei progressiven Steuertarifen eine Reduzierung der Steuerlast.
Neben dem Staat sind jedoch auch andere Interessensgruppen Adressaten bilanzpolitischer Maßnahmen, beispielsweise Kreditinstitute. Während die Unternehmen in Bezug auf staatliche Stellen meist über Anreize verfügen, eine möglichst konservative Bilanzpolitik zu verfolgen, gilt dies nicht in Bezug auf Banken. Hier verfügen die Unternehmen über Anreize, ihre Ertrags- und Vermögenslage möglichst gut darzustellen, um so die risikoabhängigen Kreditbedingungen (Höhe der Kreditlinien, Zinssätze, zu stellende Kreditsicherheiten, externe Bürgschaften) und das Rating zu ihren Gunsten zu beeinflussen.
Im Gegenzug versuchen Banken oder Ratingagenturen deshalb bei der Kreditrisikoanalyse (Rating), die Bilanzpolitik der Unternehmen zu erkennen und zu konterkarieren, indem sie die Finanzdaten des Unternehmens so aufbereiten (bereinigen), dass bestimmte bilanzpolitische Maßnahmen neutralisiert werden, beispielsweise durch die Aktivierung und Passivierung von nicht bilanzierten Leasingvermögen und -verbindlichkeiten und der Aufspaltung der Leasinggebühren in fiktive Zins- und Abschreibungsbestandteile. Für die Ermittlung der für das Leasingvermögen anzusetzenden Beträge verwenden die Ratingagenturen unterschiedliche Verfahren, u. a. einen Faktoransatz, bei dem sämtliche aktuellen Mietzahlungen des Unternehmens mit einem Faktor von 8 multipliziert werden. Zu den impliziten Annahmen dieses „Faktor-8-Ansatzes“ wird bei einem Zinsniveau von 6 % p. a. eine Nutzungsdauer des Leasinggutes von 15 Jahren unterstellt. Der „Faktor-8-Ansatz“ wird von den Ratingagenturen auch dann verwendet, wenn die zugrunde liegenden Annahmen (Zinsniveau, Nutzungsdauer) nicht erfüllt sind. Für die Analyse der Gewinn- und Verlustrechnung wird entweder die Verwendung von operativen Gewinngrößen vor Berücksichtigung von Mietzahlungen (englisch rents), „EBITDAR“, empfohlen oder eine Aufspaltung und Neuzuordnung der Mietzahlungen in Zins- und Abschreibungskomponenten. Da eine genaue Quantifizierung der bilanzpolitisch motivierten Vermögens- und Ertragsverzerrungen nicht möglich ist, verbleibt im Wesentlichen nur eine checklistenartige Prüfung, ob und wie von (potentiell problematischen) Bewertungswahlrechten Gebrauch gemacht wurde, wie das Unternehmen seine Ermessensspielräume ausschöpfte oder welche sachverhaltsgestaltende Maßnahmen es durchführte.

## Arten
Allgemein kann zwischen formeller und materieller Bilanzpolitik unterschieden werden:
- Formelle Bilanzpolitik:
  - Ausweiswahlrechte: etwa der Ausweis der Wertpapiere im Umlaufvermögen oder als Kapitalbeteiligungen.[9]
  - Erläuterungswahlrechte: Aufgliederung der Abschreibungen gemäß Gliederung des Anlagevermögens (Anlagengitter).
  - Gliederungswahlrechte: Zusammenfassung von Bilanzpositionen mit Posten der Gewinn- und Verlustrechnung gemäß § 265 Abs. 7 HGB.
- Materielle Bilanzpolitik:
  - Materielle Wahlrechte:
    - Ansatzwahlrechte: Disagio (§ 250 HGB), selbst geschaffene immaterielle Vermögensgegenstände des Anlagevermögens (§ 248 Abs. 2 HGB, z. B. Software; siehe Eigenleistung#Bilanzierung).
    - Bewertungswahlrechte: Komponenten der Herstellungskosten, Bewertungsvereinfachungsverfahren (§ 240 Abs. 3 und 4 HGB,  § 256 HGB, Verbrauchsfolgeverfahren).
    - Wahlrechte bei der Aufstellung eines Konzernabschlusses: Segmentberichterstattung.

  - Ermessenswahlrechte: Abschreibungsmethode, Bemessung der Nutzungsdauer.
  - Bilanzpolitisch movierte Sachverhaltsgestaltung: Leasing statt Anschaffung, Schaffung oder Auflösung stiller Reserven und Aktienrückkauf.

## Arten im Einzelnen

### Ausweis- und Erläuterungswahlrechte
Bei Vorliegen von Ausweis- bzw. Erläuterungswahlrechten obliegt es dem Bilanzierenden, bestimmte quantitative oder qualitative Informationen, beispielsweise zur genauen Zusammensetzung der „sonstigen betrieblichen Erträge“, im Anhang zum Jahresabschluss anzugeben oder auch nicht. Die Ausnutzung von Ausweis- und Erläuterungswahlrechte lässt sich objektiv feststellen. Anreize, derartige Detailinformationen zu verschweigen, haben Unternehmen beispielsweise dann, wenn sich andernfalls erkennen ließe, dass ein wesentlicher Teil der in der Vergangenheit erzielten Erträge aus vermutlich nicht wiederkehrenden Ertragsquellen stammt, wie beispielsweise Erträge aus Anlageabgängen oder der Herabsetzung von Wertberichtigungen.

### Gliederungswahlrechte
Gliederungswahlrechte räumen dem Bilanzierenden die Möglichkeit ein, bestimmte Vermögensgegenstände und Verbindlichkeiten entweder separat auf der Aktiv- und Passivseite der Bilanz zu erfassen oder offen von bestimmten Passiv- und Aktivpositionen abzusetzen. Bei einer „offenen Absetzung“ sind nicht nur die Salden, sondern auch die Subtrahenden und Minuenden anzugeben. Die offene Absetzung führt – verglichen mit der aktiv- und passivseitigen Erfassung – zu einer Verkürzung der Bilanzsumme und damit, bei einer konstanten Eigenkapitalausstattung, zu einer (scheinbaren) Verbesserung der Kapitalstruktur. Beispielsweise verfügen die Unternehmen über das Wahlrecht, erhaltene Anzahlungen entweder auf der Passivseite der Bilanz unter den Verbindlichkeiten aufzuführen – oder diese offen vom Vorratsvermögen abzusetzen (siehe § 268 Abs. 5 HGB).
Die Nutzung von Gliederungswahlrechten lässt sich objektiv feststellen. Auch kann im Zuge einer Strukturbilanzerstellung oder bei der Definition von Bilanzkennzahlen von der vom Bilanzierenden vorgegebenen Gliederung abgewichen werden.

### Ansatz- und Bewertungswahlrechte
Bei Vorliegen von Bewertungswahlrechten darf der Bilanzierende zwischen verschiedenen Bewertungsmethoden wählen, beispielsweise bei der Bewertung der Herstellungskosten für fertige und unfertige Erzeugnisse (§ 255, Abs. 2 und 3 HGB), der Bewertung des Materialverbrauchs bzw. des Vorratsvermögens durch die Wahl des unterstellten Verbrauchsfolgeverfahrens (FIFO, LIFO usw.). Bei der Bewertung des Anlagevermögens bestehen häufig Wahlrechte bezüglich der Verwendung linearer oder einem geometrisch-degressiven Abschreibungen oder es bestehen steuerliche Sonderabschreibungsmöglichkeiten. Ein Spezialfall der Bewertungswahlrechte sind die Ansatzwahlrechte – hier verfügt das Unternehmen über die Option, bestimmte Positionen grundsätzlich mit einem Wert von Null Euro anzusetzen, beispielsweise aktiv latente Steuern oder geringwertige Wirtschaftsgüter.
Außerordentlich große Wahlrechte (und Ermessensspielräume) bestehen auch bei der Bewertung von Geschäfts- oder Firmenwerten, die entstehen, wenn ein Unternehmen Anteile eines anderen Unternehmens erwirbt und der Kaufpreis das angesetzte (anteilige) bilanzielle Reinvermögen des erworbenen Unternehmens übersteigt. Die entsprechenden Regelungen unterscheiden sich zudem nicht nur zwischen den verschiedenen Rechnungslegungsstandards wesentlich, sondern sind auch im Zeitverlauf erheblichen Änderungen unterworfen (was ein Indiz für die grundlegenden theoretischen Probleme bei der Ermittlung des richtigen Wertes dieses Vermögensgegenstands ist). Die Abschreibungsregeln reich(t)en von einer sofortigen und vollständigen Abschreibung, einer auf bis zu maximal 10, 15, 20 oder 40 Jahre verteilten planmäßigen Abschreibung bis zu einem völligen Verzicht auf planmäßige Abschreibungen, dann jedoch mit jährlichen Werthaltigkeitsprüfungen (auch als „future income cosmetic enhancement“) bezeichnet und dann ggf. durchzuführenden außerplanmäßigen Abschreibungen. Die Nutzung von Bewertungswahlrechten ist im Anhang des Jahresabschlusses zu dokumentieren und lässt sich damit objektiv feststellen. Eine genaue und periodengerechte Quantifizierung der Ergebnis- und Vermögensauswirkungen ist für einen Außenstehenden aber mit einem vertretbaren Aufwand meist nicht möglich.

### Ermessensspielräume
Da die rechtlichen Vorgaben häufig nicht bis ins letzte Detail geregelt sind, verfügen Unternehmen häufig über Ermessensspielräume. Dies betrifft beispielsweise die Feststellung, ob eine „voraussichtlich dauerhafte Wertminderung“ eines Grundstücks vorliegt, wie viele Jahre die „voraussichtliche Nutzungsdauer“ eines Gebäudes beträgt, ob „angemessene Rückstellungen“ gebildet wurden oder ob „nicht werthaltige Forderungen“ abgeschrieben wurden. Die Bewertung von Ermessensspielräumen ist sehr subjektiv.

### Sachverhaltsgestaltungen
Bilanzpolitisch motivierte Sachverhaltsgestaltungen wiederum bezeichnen ökonomisch neutrale bis schädliche Handlungen des bilanzierenden Unternehmens, die vom Management des Unternehmens gewählt werden, um das bilanzielle Erscheinungsbild des Unternehmens gezielt zu beeinflussen. Beispiele hierfür sind die Aufschiebung oder Vorziehung von Reparatur- oder Marketingmaßnahmen, Forschung und Entwicklung oder Investitionsprojekten, um den Aufwand der aktuellen Periode zu Lasten oder zu Gunsten künftiger Perioden möglichst niedrig oder hoch auszuweisen. Zu den Sachverhaltsgestaltungen wird auch das Veräußern und Zurückmieten von Anlagevermögen (englisch Sale-and-Lease-Back) gezählt, vor allem wenn bei dem Verkauf stille Reserven gehoben werden. In der Bilanz erfolgt ein für Außenstehende günstig wirkender Aktivtausch, der das Anlagevermögen schmälert und die Primärliquidität (Bankguthaben) erhöht. Dies geschieht auch bei anderen Formen des Leasing und beim Factoring. Diese Transaktionen verbessern betriebswirtschaftliche Kennzahlen wie unter anderem  Kapitalbindungsdauer, Anlagenintensität, Kapitalstruktur und Verschuldungsgrad. In der Bilanz erfolgt eine nachträgliche bilanzexterne Finanzierung, wodurch die Bilanzwahrheit legal eingeschränkt wird, da die Leasingobjekte oder Forderungen nicht mehr in der Bilanz des Leasingnehmers erscheinen, er sie dennoch weiterhin nutzt oder ihr wirtschaftlicher Gläubiger isst. Für einen Außenstehenden dürfte es nur in Ausnahmefällen möglich sein, bestimmte Maßnahmen des Unternehmens als rein bilanzpolitisch motiviert zu klassifizieren.

## Bilanzpolitische Möglichkeiten im Einzelnen
Soll der auszuweisende Jahresüberschuss erhöht (oder der Verlust gemindert) werden, sind folgende Maßnahmen möglich.
- Aktivierung aller aktivierungsfähigen Wirtschaftsgüter,
- alle nicht passivierungspflichtigen Verbindlichkeiten nicht passivieren (z. B. bei Rückstellungen),
- Abwertungswahlrechte nicht vornehmen (außerplanmäßige Abschreibungen und Wertminderungen), dagegen Aufwertungswahlrechte (Zuschreibungen) nutzen und
- Methodenwahlrechte im Sinne eines möglichst hohen Vermögensausweises nutzen.
- Bilanzkosmetik als Sammelbegriff für sämtliche Maßnahmen zur kurzfristigen und optischen Verbesserung des Bilanzbildes vor dem Bilanzstichtag (englisch Window Dressing).

Diese Maßnahmen können kombiniert oder isoliert durchgeführt werden.